# العلاقات الصربية الغرينادية
العلاقات الصربية الغرينادية هي العلاقات الثنائية التي تجمع بين صربيا وغرينادا.

## مقارنة بين البلدين
هذه مقارنة عامة ومرجعية للدولتين:
| وجه المقارنة                                              | صربيا                                                      | غرينادا                                         |
| --------------------------------------------------------- | ---------------------------------------------------------- | ----------------------------------------------- |
| المساحة (كم2)                                             | 88.36 ألف                                                  | 348                                             |
| عدد السكان (نسمة)                                         | 7.02 مليون                                                 | 107.83 ألف                                      |
| الكثافة السكانية (ن./كم²)                                 | 79.45                                                      | 30.99 ألف                                       |
| العاصمة                                                   | بلغراد                                                     | سانت جورجز                                      |
| اللغة الرسمية                                             | اللغة الصربية                                              | لغة إنجليزية، لغة غرينادا الكريولية الإنجليزية ‏ |
| العملة                                                    | دينار صربي                                                 | دولار شرق الكاريبي                              |
| الناتج المحلي الإجمالي (بليون دولار)                      | 41.43 مليار                                                | 1.12 مليار                                      |
| الناتج المحلي الإجمالي (تعادل القوة الشرائية) بليون دولار | 100.13 مليار                                               | 1.45 مليار                                      |
| الناتج المحلي الإجمالي الاسمي للفرد دولار أمريكي          | 5.24 ألف                                                   | 9.21 ألف                                        |
| الناتج المحلي الإجمالي للفرد دولار أمريكي                 | 13.59 ألف                                                  | 12.43 ألف                                       |
| مؤشر التنمية البشرية                                      | 0.771                                                      | 0.750                                           |
| رمز المكالمات الدولي                                      | +381                                                       | +1473                                           |
| رمز الإنترنت                                              | .rs، .срб ‏                                                 | .gd                                             |
| المنطقة الزمنية                                           | توقيت وسط أوروبا، ت ع م+01:00، ت ع م+02:00، أوروبا/بلغراد ‏ | 00                                              |

## منظمات دولية مشتركة
يشترك البلدان في عضوية مجموعة من المنظمات الدولية، منها:
| علم المنظمة | اسم المنظمة                               | تاريخ انضمام صربيا | تاريخ انضمام غرينادا |
| ----------- | ----------------------------------------- | ------------------ | -------------------- |
|             | الاتحاد البريدي العالمي                   | ?                  | ?                    |
|             | يونسكو                                    | 20 ديسمبر 2000     | 17 فبراير 1975       |
|             | البنك الدولي للإنشاء والتعمير             | 25 فبراير 1993     | 27 أغسطس 1975        |
|             | وكالة ضمان الاستثمار متعدد الأطراف        | 19 مارس 1993       | 12 أبريل 1988        |
|             | الاتحاد الدولي للاتصالات                  | 1 يونيو 2001       | 17 نوفمبر 1981       |
|             | منظمة الشرطة الجنائية الدولية             | ?                  | ?                    |
|             | مؤسسة التمويل الدولية                     | 25 فبراير 1993     | 28 أغسطس 1975        |
|             | الأمم المتحدة                             | 1 نوفمبر 2000      | 17 سبتمبر 1974       |
|             | مؤسسة التنمية الدولية                     | 25 فبراير 1993     | 28 أغسطس 1975        |
|             | منظمة حظر الأسلحة الكيميائية              | ?                  | ?                    |
|             | المركز الدولي لتسوية المنازعات الاستشارية | 8 يونيو 2007       | 23 يونيو 1991        |

## وصلات خارجية
- موقع وزارة الخارجية الصربية